# Arc System Works
Arc System Works è un'azienda giapponese di sviluppo di videogiochi con sede a Yokohama e fondata da Minoru Kidooka nel maggio 1988.
L'azienda è famosa per i suoi giochi di combattimento come le serie Guilty Gear e BlazBlue e per Dragon Ball FighterZ sviluppato per numerose piattaforme.

## Giochi sviluppati
| Titolo                                                                | Anno d'uscita       | Piattaforma/e                                                                              | Distributore/i                                                     |
| --------------------------------------------------------------------- | ------------------- | ------------------------------------------------------------------------------------------ | ------------------------------------------------------------------ |
| Final Lap                                                             | 1988                | Family Computer                                                                            | Namco                                                              |
| Double Dragon                                                         | 1988                | Sega Master System                                                                         | Sega                                                               |
| Vigilante                                                             | 1988                | Sega Master System                                                                         | Sega                                                               |
| Scramble Spirits                                                      | 1989                | Sega Master System                                                                         | Sega                                                               |
| Rolling Thunder                                                       | 1989                | Family Computer                                                                            | Namco                                                              |
| Ghouls'n Ghosts                                                       | 1990                | Sega Master System                                                                         | Sega                                                               |
| Michael Jackson's Moonwalker                                          | 1990                | Sega Master System                                                                         | Sega                                                               |
| Code Name: Viper                                                      | 1990                | Nintendo Entertainment System                                                              | Capcom                                                             |
| Chiyonofuji no Ōichō                                                  | 1990                | Family Computer                                                                            | Face                                                               |
| Operation Wolf                                                        | 1990                | PC Engine                                                                                  | NEC Avenue                                                         |
| Pengo                                                                 | 1990                | Game Gear                                                                                  | Sega                                                               |
| Super Monaco GP                                                       | 1990                | Game Gear, Sega Master System                                                              | Sega                                                               |
| Battle Commander: Hachibushu Shura no Heihou                          | 1991                | Super Famicom                                                                              | Banpresto                                                          |
| Kyōryū Sentai Zyuranger                                               | 1992                | Family Computer                                                                            | Bandai                                                             |
| Bishoujo Senshi Sailor Moon                                           | 1992                | Game Boy                                                                                   | Angel                                                              |
| Cyber Spin                                                            | 1992                | Super NES                                                                                  | Takara                                                             |
| Ayrton Senna's Super Monaco GP II                                     | 1992                | Game Gear, Sega Master System                                                              | Sega                                                               |
| Battletoads                                                           | 1993                | Sega Mega Drive/Genesis, Game Gear                                                         | Sega                                                               |
| Suzuka 8 Hours                                                        | 1993                | Super Nintendo Entertainment System                                                        | Namco                                                              |
| Bishoujo Senshi Sailor Moon R                                         | 1993                | Super Famicom                                                                              | Bandai                                                             |
| Gaia Saver                                                            | 1994                | Super Famicom                                                                              | Banpresto                                                          |
| Bishoujo Senshi Sailormoon S: Jougai Rantou!? Shuyaku Soudatsusen     | 1994                | Super Famicom                                                                              | Angel                                                              |
| Bishoujo Senshi Sailor Moon                                           | 1994                | Mega Drive                                                                                 | Bandai                                                             |
| Sonic Drift                                                           | 1994                | Game Gear                                                                                  | Sega                                                               |
| Sonic Drift 2                                                         | 1995                | Game Gear                                                                                  | Sega                                                               |
| Virtual Open Tennis                                                   | 1995                | Sega Saturn                                                                                |                                                                    |
| Bishoujo Senshi Sailor Moon: Another Story                            | 1995                | Super Famicom                                                                              | Angel                                                              |
| EXECTOR                                                               | 1995                | PlayStation                                                                                |                                                                    |
| Wizard's Harmony                                                      | 1995                | PlayStation, Sega Saturn                                                                   |                                                                    |
| Guilty Gear                                                           | 1998                | PlayStation                                                                                | Sammy Studios                                                      |
| Prismaticallization                                                   | 1999                | Dreamcast, PlayStation                                                                     |                                                                    |
| Tanaka Torahiko no Uru Toraryuu Shogi                                 | 1999                | Dreamcast                                                                                  |                                                                    |
| Guilty Gear X                                                         | 2000 2001 2002 2003 | NAOMI, Dreamcast, PlayStation 2, Game Boy Advance, PC                                      | Sammy Studios                                                      |
| Grappler Baki: Baki Saikyo Retsuden                                   | 2000                | PlayStation 2                                                                              | Tomy                                                               |
| Guilty Gear X Plus                                                    | 2001                | PlayStation 2                                                                              | Sammy Studios                                                      |
| Digital Holmes                                                        | 2001                | PlayStation 2                                                                              |                                                                    |
| Guilty Gear X Ver.1.5                                                 | 2003                | Atomiswave                                                                                 | Sammy Studios                                                      |
| Guilty Gear X2                                                        | 2002 2003           | NAOMI, PlayStation 2                                                                       | Sammy Studios                                                      |
| Guilty Gear X2 #Reload                                                | 2003 2004           | NAOMI, PlayStation 2, Xbox, PC, PSP                                                        | Sammy Studios                                                      |
| Guilty Gear Isuka                                                     | 2004 2005           | Atomiswave, PlayStation 2, Xbox, PC                                                        | Sammy Studios                                                      |
| Dragon Ball Z: Supersonic Warriors                                    | 2004                | Game Boy Advance                                                                           | Atari/Banpresto/Bandai                                             |
| Hokuto no Ken                                                         | 2005 2007           | Atomiswave, PlayStation 2                                                                  | Sega                                                               |
| Dragon Ball Z: Supersonic Warriors 2                                  | 2005                | Nintendo DS                                                                                | Atari/Banpresto/Bandai                                             |
| Guilty Gear XX Slash                                                  | 2005                | NAOMI, PlayStation 2, PSP                                                                  | Sammy Studios/SEGA                                                 |
| Guilty Gear XX Accent Core                                            | 2006 2007           | NAOMI, PlayStation 2, Wii                                                                  | Sammy Studios/Aksys Games (US)                                     |
| Guilty Gear 2: Overture                                               | 2007 2016           | Xbox 360, PC                                                                               | Arc System Works/Aksys Games/505 Games                             |
| Battle Fantasia                                                       | 2007 2008 2015      | Taito Type X2, PlayStation 3, Xbox 360, PC/Steam                                           | Arc System Works/Aksys Games/505 Games                             |
| Hoshigami Remix                                                       | 2007                | Nintendo DS                                                                                | ASNetworks/Aksys Games/505 Games                                   |
| Guilty Gear XX Accent Core Plus                                       | 2008, 2009, 2012    | PlayStation 2, PSP, Wii, Xbox 360, PlayStation 3                                           | Sammy Studios/Arc System Works (Wii)                               |
| BlazBlue: Calamity Trigger                                            | 2008, 2009, 2010    | Taito Type X2, PlayStation 3, Xbox 360, PC/Steam, PlayStation Portable                     | Arc System Works/Aksys Games/PQube and Zen United                  |
| Sengoku Basara X                                                      | 2008                | System 246 / System 256, PlayStation 2                                                     | Capcom                                                             |
| Super Dodgeball Brawlers                                              | 2008                | Nintendo DS                                                                                | Arc System Works/Aksys Games                                       |
| Tantei Jinguji Saburo DS                                              | 2008                | Nintendo DS                                                                                | Arc System Works/WorkJam                                           |
| Petit Copter                                                          | 2008                | Wii                                                                                        | Aqua System                                                        |
| Family Table Tennis                                                   | 2008                | Wii                                                                                        | Aksys Games                                                        |
| Family Glide Hockey                                                   | 2009                | Wii                                                                                        | Aksys Games                                                        |
| Family Pirate Party                                                   | 2009                | Wii                                                                                        | Aksys Games                                                        |
| Family Mini Golf                                                      | 2009                | Wii                                                                                        | Aksys Games                                                        |
| Family Slot Car Racing                                                | 2009                | Wii                                                                                        | Aksys Games                                                        |
| Family Card Games                                                     | 2009                | Wii                                                                                        | Aksys Games                                                        |
| Family Grand Tennis                                                   | 2009                | Wii                                                                                        | Aksys Games                                                        |
| BlazBlue: Continuum Shift                                             | 2009, 2010          | Taito Type X2, PlayStation 3, Xbox 360                                                     | Arc System Works/Aksys Games/Arc System Works UK                   |
| Animal Puzzle Adventure                                               | 2009                | DSiWare                                                                                    |                                                                    |
| Okiraku Sugoroku                                                      | 2009                | Wii                                                                                        |                                                                    |
| Jazzy Billiards                                                       | 2009                | Nintendo DSi                                                                               |                                                                    |
| BlazBlue: Continuum Shift II                                          | 2010, 2011          | Taito Type X2, PlayStation Portable, Nintendo 3DS                                          | Arc System Works/Aksys Games/Arc System Works UK                   |
| BlayzBloo: Super Melee Brawlers Battle Royale                         | 2010                | DSiWare                                                                                    | Arc System Works                                                   |
| Hard Corps: Uprising                                                  | 2011                | PlayStation 3, Xbox 360                                                                    | Konami                                                             |
| Nurarihyon no Mago: Hyakki Ryouran Taisen                             | 2011                | PlayStation 3, Xbox 360                                                                    | Konami                                                             |
| BlazBlue: Chronophantasma                                             | 2012, 2013, 2014    | Taito Type X2, PlayStation 3, PlayStation Vita                                             | Arc System Works/Aksys Games                                       |
| Guilty Gear XX Accent Core Plus R                                     | 2012, 2013, 2015    | Arcade, PlayStation Vita, PC/Steam                                                         | Sammy Studios/Arc System Works (Steam)                             |
| BlazBlue: Continuum Shift Extend                                      | 2012/2014           | PlayStation Vita, PlayStation 3, Xbox 360, PlayStation Portable, PC/Steam                  | Arc System Works/Aksys Games/Arc System Works UK                   |
| Persona 4 Arena                                                       | 2012                | Taito Type X2, PlayStation 3, Xbox 360                                                     | Atlus                                                              |
| Kyūkōsha no Shōjo                                                     | 2012                | Nintendo 3DS                                                                               | Arc System Works                                                   |
| Phi Brain: Kizuna no Puzzle                                           | 2012                | PlayStation Portable                                                                       | Arc System Works                                                   |
| Persona 4 Arena Ultimax                                               | 2013                | Taito Type X2                                                                              | Atlus/Sega                                                         |
| Persona 4 Arena Ultimax                                               | 2014                | PlayStation 3, Xbox 360                                                                    | Atlus/Sega                                                         |
| Persona 4 Arena Ultimax                                               | 2022                | PC/Steam                                                                                   | Atlus/Sega                                                         |
| Xblaze Code: Embryo                                                   | 2013, 2016          | PlayStation 3, PlayStation Vita, PC/Steam                                                  | Arc System Works/Aksys Games/Funbox Media                          |
| Magical Beat                                                          | 2013                | PlayStation Vita                                                                           |                                                                    |
| Guilty Gear Xrd -SIGN-                                                | 2014, 2015          | Sega RingEdge 2, PlayStation 3, PlayStation 4, PC/Steam                                    | Arc System Works/Aksys Games                                       |
| BlazBlue: Chronophantasma Extend                                      | 2014, 2015, 2016    | Taito Type X2 (as 2.0), PlayStation 3, PlayStation 4, Xbox One, PlayStation Vita, PC/Steam | Arc System Works/Aksys Games                                       |
| Fantasy Hero: Unsigned Legacy                                         | 2014                | PlayStation Vita                                                                           |                                                                    |
| Downtown Nekketsu Koushinkyoku: Soreyuke Daiundoukai All-Star Special | 2014                | PlayStation 3                                                                              | Arc System Works                                                   |
| Family Tennis SP                                                      | 2015                | Wii U                                                                                      | Aksys Games                                                        |
| BlazBlue: Central Fiction                                             | 2015 2016 2017 2019 | Taito Type X2, PlayStation 3, PlayStation 4, PC/Steam, Nintendo Switch                     | Arc System Works/Aksys Games/PQube                                 |
| Xblaze: Lost Memories                                                 | 2015                | PlayStation 3, PlayStation Vita                                                            | Arc System Works/Aksys Games                                       |
| Dragon Ball Z: Extreme Butōden                                        | 2015                | Nintendo 3DS                                                                               | Bandai Namco Entertainment                                         |
| Guilty Gear Xrd -REVELATOR-                                           | 2015 2016           | Sega RingEdge 2, PlayStation 3, PlayStation 4, PC/Steam                                    | Arc System Works/Aksys Games/Sony Interactive Entertainment (Sign) |
| Chase: Cold Case Investigations                                       | 2016                | Nintendo 3DS                                                                               | Arc System Works/Aksys Games                                       |
| Inferno Climber                                                       | 2016                | Microsoft Windows/Steam/PC                                                                 |                                                                    |
| One Piece: Great Pirate Colosseum                                     | 2016                | Nintendo 3DS                                                                               | Bandai Namco Entertainment                                         |
| Double Dragon IV                                                      | 2017                | PlayStation 4, Microsoft Windows, Steam, PC                                                | Arc System Works                                                   |
| Simple Mahjong Online                                                 | 2017                | Nintendo Switch                                                                            | Arc System Works                                                   |
| Birthdays the Beginning                                               | 2017                | PlayStation 4, PC/Steam, Nintendo Switch                                                   | Nippon Ichi Software                                               |
| Dragon Ball FighterZ                                                  | 2018                | PlayStation 4, Xbox One, Microsoft Windows, Nintendo Switch                                | Bandai Namco Entertainment                                         |
| BlazBlue: Cross Tag Battle                                            | 2018                | PlayStation 4, Nintendo Switch, Microsoft Windows                                          | Arc System Works                                                   |
| Granblue Fantasy: Versus                                              | 2019                | PlayStation 4, Microsoft Windows                                                           | Cygames, XSEED Games, Marvelous USA, Inc.                          |
| River City Girls                                                      | 2019                | PlayStation 4, Nintendo Switch, Xbox One, Microsoft Windows                                | Arc System Works, WayForward Technologies                          |
| Guilty Gear -STRIVE-                                                  | 2021                | PlayStation 4, PlayStation 5, Microsoft Windows, Arcade                                    | Arc System Works; Bandai Namco Entertainment                       |
| DNF Duel                                                              | 2022                | PlayStation 4, PlayStation 5, Microsoft Windows                                            | Arc System Works, NeoPle Eighting Co. Ltd.                         |
| Granblue Fantasy: Versus Rising                                       | 2023                | PlayStation 4, PlayStation 5, Microsoft Windows                                            | Cygames, XSEED Games, Marvelous USA, Inc.                          |
| MARVEL Tōkon: Fighting Souls                                          | 2026                | PlayStation 5, Microsoft Windows                                                           | Arc System Works, PlayStation Studios                              |

## Giochi pubblicati
| Titolo                                                | Anno d'uscita    | Piattaforma/e                                                             | Sviluppatore/i                |
| ----------------------------------------------------- | ---------------- | ------------------------------------------------------------------------- | ----------------------------- |
| Castle of Shikigami III                               | 2006, 2007       | Arcade, Wii, Xbox 360                                                     | Alfa System, Barnhouse Effect |
| Hooked! Real Motion Fishing                           | 2007             | Wii                                                                       | SIMS                          |
| Arcana Heart 3                                        | 2011             | PlayStation 3, Xbox 360                                                   | Examu                         |
| Chaos Code                                            | 2012             | PlayStation 3                                                             | FK Digital                    |
| Arcana Heart 3: Love Max!!!!!                         | 2014             | PlayStation 3, PlayStation Vita, Steam/PC                                 | Examu                         |
| Tokyo Twilight Ghost Hunters                          | 2014             | PlayStation 3, PlayStation Vita                                           | Toybox Inc.                   |
| Under Night In-Birth: Exe Late                        | 2014, 2016       | PlayStation 3, Microsoft Windows/Steam/PC                                 | Ecole Software, French Bread  |
| Under Night In-Birth: Exe Late[st]                    | 2015, 2017, 2018 | Sega RingEdge 2, PlayStation 3, PlayStation 4, PlayStation Vita, Steam/PC | Ecole Software, French Bread  |
| Melty Blood Actress Again Current Code                | 2016             | Microsoft Windows/Steam                                                   | Type-Moon, French-Bread       |
| Wonder Boy: The Dragon's Trap (remake)                | 2017             | PlayStation 4, Nintendo Switch                                            | Lizardcube                    |
| DJMax Respect                                         | 2017             | PlayStation 4                                                             | Rocky Studio, Neowiz MUCA     |
| The Missing: J.J. Macfield and the Island of Memories | 2018             | Microsoft Windows, PlayStation 4, Xbox One, Nintendo Switch               | White Owls Inc.               |
| Kill la Kill the Game: IF                             | 2019             | Microsoft Windows, Nintendo Switch, PlayStation 4                         | A+ Games                      |